# الجمباز الفني في ألعاب البحر الأبيض المتوسط 2022
عُقدت منافسات الجمباز الفني في ألعاب البحر الأبيض المتوسط 2022 في وهران الجزائرية، في الفترة من 29 يونيو إلى 1 يوليو 2022.

## البرنامج
| ت | التصفيات | ن | النهائي |

| المنافسة↓/التاريخ ←            | الأحد 26 | الأثنين 27 | الثلاثاء 28 | الأربعاء 29 |
| ------------------------------ | -------- | ---------- | ----------- | ----------- |
| مسابقة فردي الشاملة - سيدات ‏   | ت        |            | ن           |             |
| مسابقة الفرق الشاملة - سيدات ‏  | ن        |            |             |             |
| منصة القفز - سيدات ‏            | ت        |            |             | ن           |
| الأعمدة غير المتساوية - سيدات ‏ | ت        |            |             | ن           |
| عارضة التوازن - سيدات ‏         | ت        |            |             | ن           |
| الحركات الأرضية - سيدات ‏       | ت        |            |             | ن           |
| مسابقة فردي رجال الشاملة ‏      |          | ت          | ن           |             |
| مسابقة الفرق الرجالية الشاملة ‏ |          | ن          |             |             |
| الحركات الأرضية - رجال         |          | ت          |             | ن           |
| حصان الحلق - رجال              |          | ت          |             | ن           |
| الحلق - رجال                   |          | ت          |             | ن           |
| منصة القفز - رجال              |          | ت          |             | ن           |
| المتوازي - رجال                |          | ت          |             | ن           |
| العقلة - رجال                  |          | ت          |             | ن           |

## ملخص الميداليات

### رجال
| المنافسة             | الذهبية                                                                       | الفضية                                                                                             | البرونزية                                                                                    |
| -------------------- | ----------------------------------------------------------------------------- | -------------------------------------------------------------------------------------------------- | -------------------------------------------------------------------------------------------- |
| مسابقة الفرق الشاملة | تركيا · فرحات آريجان · آدم أصيل · إبراهيم تشولاك · Sercan Demir · Ahmet Önder | إيطاليا · Nicola Bartolini · Lorenzo Minh Casali · Lay Giannini · Matteo Levantesi · Marco Lodadio | فرنسا · Cameron-Lie Bernard · Edgar Boulet · Mathias Philippe · Léo Saladino · Julien Saleur |
| فردي شامل            | آدم أصيل · تركيا                                                              | Joel Plata · إسبانيا                                                                               | ماريوس جورجيو · قبرص                                                                         |
| الحركات الأرضية      | Nicola Bartolini · إيطاليا                                                    | Ahmet Önder · تركيا                                                                                | آدم أصيل · تركيا                                                                             |
| حصان المقابض         | Mateo Žugec · كرواتيا                                                         | Jakov Vlahek · كرواتيا                                                                             | فرحات آريجان · تركيا                                                                         |
| الحلق                | إبراهيم تشولاك · تركيا                                                        | آدم أصيل · تركيا                                                                                   | Ali Zahran · مصر                                                                             |
| منصة القفز           | آدم أصيل · تركيا                                                              | Nicola Bartolini · إيطاليا                                                                         | Matteo Levantesi · إيطاليا                                                                   |
| المتوازي             | فرحات آريجان · تركيا                                                          | Matteo Levantesi · إيطاليا                                                                         | Cameron-Lie Bernard · فرنسا                                                                  |
| العقلة               | ماريوس جورجيو · قبرص                                                          | آدم أصيل · تركيا                                                                                   | Ahmet Önder · تركيا                                                                          |

### سيدات
| منافسة               | الذهبية                                                                               | الفضية                                                                                      | البرونزية                                                                                    |
| -------------------- | ------------------------------------------------------------------------------------- | ------------------------------------------------------------------------------------------- | -------------------------------------------------------------------------------------------- |
| مسابقة الفرق الشاملة | إيطاليا · أنجيلا أندريولي · أليس داماتو · آسيا دي أماتو · مارتينا ماجيو · جورجيا فيلا | فرنسا · لوريت شاربي · كارولان هيدوي · Djenna Laroui · Morgane Osyssek-Reimer · Célia Serber | إسبانيا · Laura Casabuena · Emma Fernández · Lorena Medina · ألبا بيتيسكو · Claudia Villalba |
| فردي شامل            | مارتينا ماجيو · إيطاليا                                                               | آسيا دي أماتو · إيطاليا                                                                     | كارولان هيدوي · فرنسا                                                                        |
| منصة القفز           | آسيا دي أماتو · إيطاليا                                                               | Morgane Osyssek-Reimer · فرنسا                                                              | أنجيلا أندريولي · إيطاليا                                                                    |
| أعمدة غير متساوية ‏   | جورجيا فيلا · إيطاليا                                                                 | مارتينا ماجيو · إيطاليا                                                                     | آنا فيليبا مارتينز · البرتغال                                                                |
| عارضة التوازن        | مارتينا ماجيو · إيطاليا                                                               | آسيا دي أماتو · إيطاليا                                                                     | كارولان هيدوي · فرنسا                                                                        |
| الحركات الأرضية      | آسيا دي أماتو · إيطاليا                                                               | مارتينا ماجيو · إيطاليا                                                                     | Morgane Osyssek-Reimer · فرنسا                                                               |

## جدول الميداليات
*   البلد المضيف ( الجزائر)
| المرتبة | فريق     | ذهبية | فضية | برونزية | المجموع |
| ------- | -------- | ----- | ---- | ------- | ------- |
| 1       | إيطاليا  | 7     | 7    | 2       | 16      |
| 2       | تركيا    | 5     | 3    | 3       | 11      |
| 3       | كرواتيا  | 1     | 1    | 0       | 2       |
| 4       | قبرص     | 1     | 0    | 1       | 2       |
| 5       | فرنسا    | 0     | 2    | 5       | 7       |
| 6       | إسبانيا  | 0     | 1    | 1       | 2       |
| 7       | مصر      | 0     | 0    | 1       | 1       |
| 7       | البرتغال | 0     | 0    | 1       | 1       |
| 9       | الجزائر* | 0     | 0    | 0       | 0       |
| المجموع | المجموع  | 14    | 14   | 14      | 42      |

## الدول
- الجزائر (10)
- كرواتيا (2)
- قبرص (2)
- مصر (10)
- فرنسا (10)
- اليونان (5)
- إيطاليا (10)
- كوسوفو (1)
- البرتغال (8)
- سلوفينيا (5)
- إسبانيا (10)
- تركيا (10)

## روابط خارجية
- الموقع الرسمي